# Pyrausta niveicilialis
Pyrausta niveicilialis is een vlinder van de familie van de grasmotten (Crambidae). De wetenschappelijke naam van deze soort is voor het eerst voorgesteld als Botis niveicilialis door Augustus Radcliffe Grote in een publicatie uit 1875.
De soort komt voor in het zuiden van Canada en  de Verenigde Staten.